# BAE ニムロッド
BAE ニムロッド
ニムロッド MR.2
- 用途：対潜哨戒機/電子戦機
- 製造者：ホーカー・シドレー/BAEシステムズ
- 運用者： イギリス（イギリス空軍）
- 初飛行：1967年5月
- 生産数：49機（試作機 2機）
- 運用開始：1969年10月
- 退役：2011年6月28日
- 運用状況：退役
- ユニットコスト：3億1,670万ポンド（MRA.4）

BAE ニムロッド (BAE Nimrod) は、イギリス空軍が運用していた対潜哨戒機および電子戦機である。当初はホーカー・シドレー社で設計されたのでホーカー・シドレー ニムロッドとも呼ばれるが、1977年以降はホーカー・シドレー社の後身であるBAEシステムズが整備を請け負っていた。2011年6月28日に退役している。

## 概要
ニムロッドは、デ・ハビランド・エアクラフト（1959年にホーカー・シドレーが買収）が開発・製造していた世界初のジェット旅客機、DH.106 コメットが原型になっている。対潜哨戒機は低速で長時間飛行することが多いため、1960年代においては、レシプロエンジンやターボプロップエンジンを採用することが多いが、ニムロッドは当時としては珍しくターボファンエンジンを装備しているのが特徴で、高高度における運用で効果を発揮する。
ニムロッドは2種のバリエーションが実用化されている。このうちR.1型は電子偵察機として使用され、MR 型が対潜哨戒機の用途に用いられる。外観上の差異として、MR型には尾部に突き出している磁気探知装置(MAD)があることが挙げられる。

## 開発
1959年にイギリスはNATO諸国の哨戒機共同開発から撤退した。1963年7月にAST (Air Staff Target) 357が発行され、アブロ シャクルトンの後継機開発を再開した。ホーカー・シドレーはトライデントに基づいた哨戒機HS.800を提案したが、開発費の高騰が懸念され、1964年6月にASR (Air Staff Requirement) 381が発行された際、それは明白となった。その要求仕様は1961年10月にNATOで選定されたアトランティックの性能と同等かそれ以上であった。
ホーカー・シドレーはアトランティックが採用されることを防ぐため、ホーカー・シドレー コメットと開発中であったHS.800の機体を組み合わせることで仕様を満たす試みがとられた。短期間のうちにHS.800の機体下部が再設計され、コメットとフィットさせた。HS.801と命名され、1964年7月に提出された。特徴的な洋ナシ型の胴体は、哨戒機の器材を搭載する十分なスペースへと劇的な変化をもたらした。エンジンは既存のエイヴォンから新型のターボファンエンジンスペイへ換装したが、航続時間の延伸は実現された。また、経費削減のため多くの電子装置はシャクルトンに搭載していたものを流用した。
1965年2月にシャクルトンの代替にHS.801が採用された。1966年1月に契約と同時に38機の注文を受け、ニムロッドと命名された。

## 派生型

### MR.1
商品寿命の終わった旅客機コメット4型を改装する計画であり、最初のMR.1は、未完成のコメット4を2機改装している。主な改造点は胴体下部に兵装スペースを設け、機首をレーダー収容のために延長、さらにはESMなど電子装備のため尾翼を改造し、尾部にMADブームも追加された。1967年に初飛行し、1969年10月から運用が開始された。

### R.1

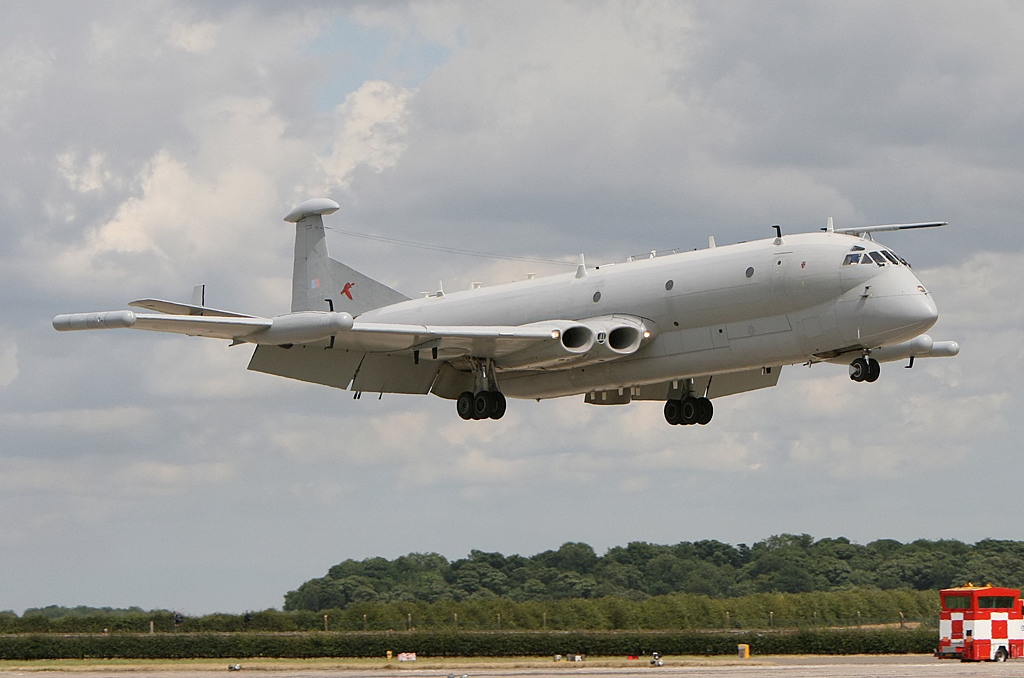
ニムロッドR.1

3機のニムロッドが電子信号偵察（SIGINT）用に改造された。尾部のMADブームが省略されているのが大きな特徴。1974年5月に第51飛行隊のコメットC2とキャンベラの後継機になった。冷戦中は機体の存在自体が極秘扱いであり、航法設備の較正という名目で活動し、冷戦終結後に初めて存在が公表された。
長期の使用により老朽化したが、任務の特性上飛行回数が限られていたため、MR.2がMRA4に更新した後も2011年まで使用されていた。

### MR.2
1975年より、MR.1から32機が電子装備を更新した改良型MR.2へ改装が開始された。フォークランド紛争時に、空中給油装置とサイドワインダー空対空ミサイルが装備できるように改修された。

### AEW.3

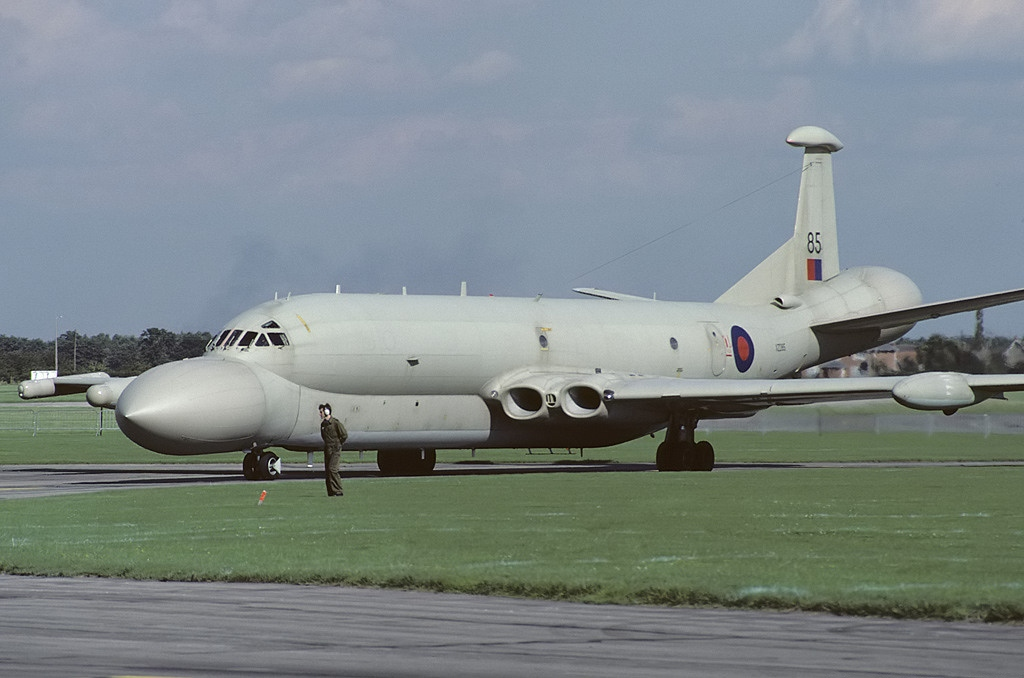
ニムロッドAEW.3

1980年代に、ニムロッドを早期警戒機 (AEW&C)として用いるためのプロジェクトがあった。機首と尾部に大型レーダーを搭載し、前後のレーダーが連動して周囲の警戒を行う仕組みであった。しかし、開発に失敗したためアメリカ製ボーイングE-3早期警戒管制機の導入が決定され、採用にはいたらなかった。
11機が改造される予定だった。1982年に初飛行しているが、1986年の計画中止後は、改造のために保管されていた機体は既存の機体の部品取りに使われ、再度通常任務に戻されることは無かった。

### MRA.4

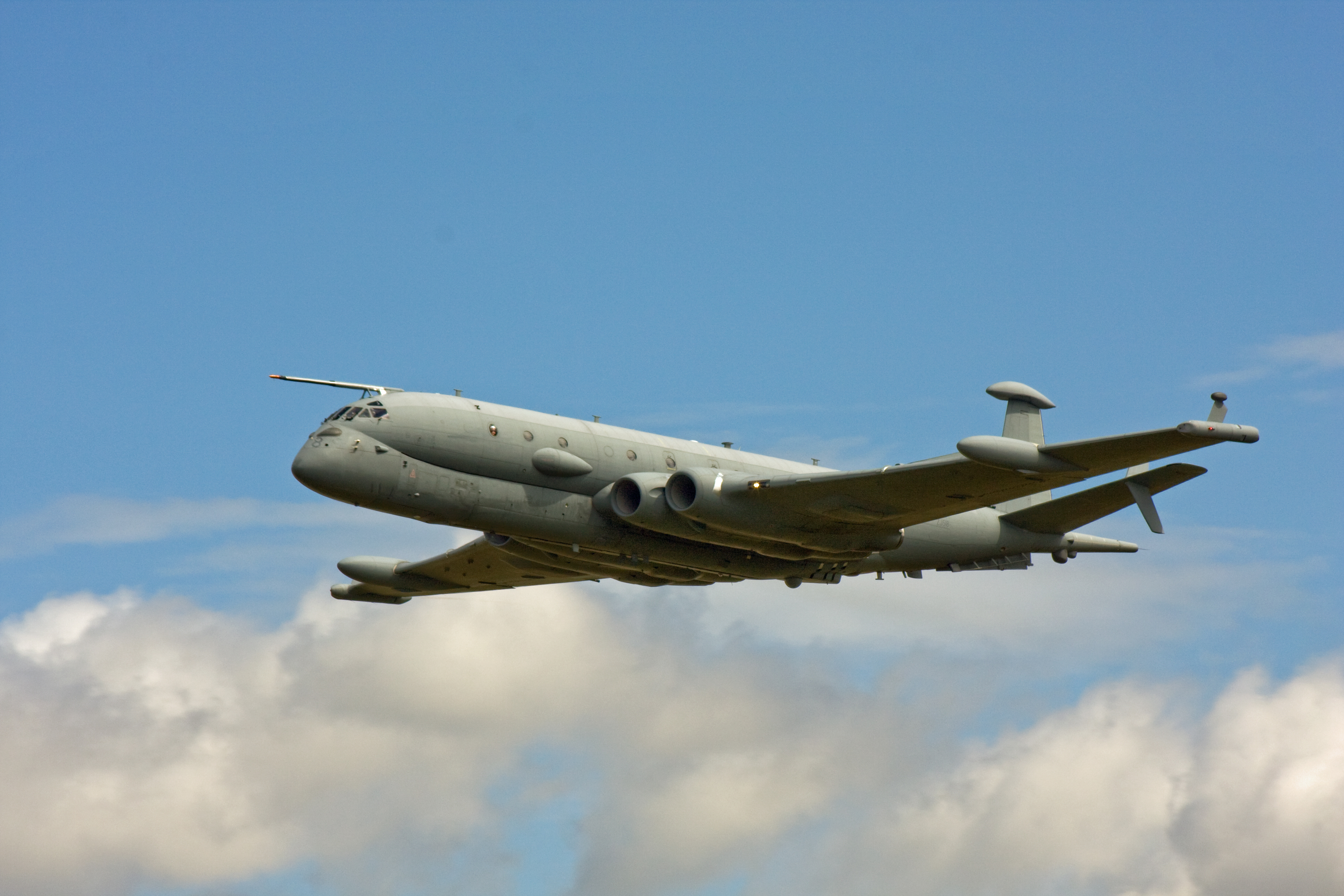
テスト飛行中のMRA.4（2009年）

1992年からイギリス空軍は後継海洋哨戒機計画(Replacement Maritime Patrol Aircraft ,RMPA)を開始し、ニムロッド MR.2の後継機の検討を開始した。これにロッキード P-3C、ダッソー アトランティック、BAe ニムロッド 2000らが候補にあがったが、1996年12月にBAeのニムロッド 2000が選定され、ニムロッド MRA.4としてMR.2からの改装による生産が決定された。
MRA.4は新世代のターボファンエンジンロールス・ロイス BR700を搭載し、これを適合させるため胴体の設計を一新。主翼を拡大し、エアバスA340のグラスコックピットを導入した。1999年にBAeから改組されたBAEシステムズによりデータ処理システム、サーチウォーター・レーダーシステムが開発された。
当初の採用予定はMR.2の稼働全機に相当する21機であったが、コストの問題などから19機→12機と段階的に採用数が削減され、最終的には9機まで削減された。最初の生産機は2009年9月10日に初飛行し、2010年3月にイギリス空軍へ引き渡され、2012年の配備に向けて試験が行われていたが、ベースとなった機体の機齢がすでに40年前後に達していたこともあり、当初の想定外に多額な改装費がかかっていたことから、大幅な国防費削減を目指したデーヴィッド・キャメロン政権により計画は2010年10月にキャンセルされ、改装済み・改装中の全機体も2011年1月にスクラップにされた。計画中止の時点で40億ポンドの予算が消費されていた。
その後哨戒機の独自開発は断念し、2015年12月にアメリカ海軍がすでに運用しているP-8を後継機として導入する予定。

## トラブル
2006年9月2日、アフガニスタンで作戦飛行中のMR.2 XV230が、空中給油を受けた直後に火災が発生して墜落する事故が発生、乗員14人全員が死亡した（w:2006 Royal Air Force Nimrod crashを参照）。2007年12月4日、イギリス国防省は調査報告を発表し、墜落した機体は、給油後タンクから燃料漏れが生じており、高温空気パイプの熱によって発火、拡大して墜落に至った、と分析した。
機体の旧式化・老朽化が著しいにもかかわらず、海軍の新型原子力潜水艦（アスチュート級）や航空母艦（クイーン・エリザベス級）の整備・建造計画によって補修に関する経費は切り詰められ延期されていた、と報道されている。イギリス空軍の警告にもかかわらず、十分な補修予算を計上するに至らなかったことが事件を引き起こしたとして政府は非難されており、国防大臣は遺族に対して公式に謝罪した。このように2006年の墜落事故は、軍事の範疇を超えて政治問題化している。

## 要目(MR.1)
- 全幅：35.00 m
- 全長：38.63 m
- 全高：9.08 m
- 空虚重量：39,009 kg
- 最大離陸重量：87,090 kg
- エンジン：ロールス・ロイス スペイ Mk. 250（推力5,510kg) 4基
- 最大巡航速度：880 km
- フェリー航続距離：9,270 km
- 乗員：12名
- 武装
  - サイドワインダー空対空ミサイル（自衛用）
  - ハープーン空対艦ミサイル
  - スティングレイ魚雷
  - 爆雷

## 要目(MRA.4)
- 全幅：38.71 m
- 全長：38.60 m
- 全高：9.45 m
- 空虚重量：51,710 kg
- 最大離陸重量：105,376 kg
- エンジン：ロールス・ロイス BR710 ターボファンエンジン（推力7,030kg(15,500 lbf)) 4基
- 最大巡航速度：918 km
- フェリー航続距離：11,119 km
- 最大高度：10,972 m
- 乗員：10名
- 武装：両翼下のハードポイントに合計10,000kgの爆装が可能
  - サイドワインダー空対空ミサイル（自衛用）
  - ハープーン空対艦ミサイル
  - マーベリック空対地ミサイル
  - スティングレイ・Mk46魚雷
  - 爆雷・機雷